# Капрі Каванні
Капрі Каванні (англ. Capri Cavanni, справжнє ім'я Анжела Террано (Angela Terrano); нар. 14 березня 1982 року, Ванкувер, Канада) — колишня канадська порноакторка та еротична фотомодель.

## Біографія
Народилася і виросла в маленькому містечку за межами Ванкувера. Має італійське походження. Після закінчення середньої школи вступила до коледжу на ветеринарію, під час навчання працювала в невеликій ветеринарній лікарні. Також почала займатися моделюванням, рекламою купальних костюмів і нижньої білизни.
В даний час живе в Лос-Анджелесі, Каліфорнія.

### Порноіндустрія
Потрапила в порноіндустрію у 2008 році і відтоді знялася в понад 300 порнофільмах. Найбільша популярність прийшла після того, як вона з'явилася на обкладинці журналу Penthouse, де її назвали Pethouse Pet у вересні 2013 року. Працювала з такими компаніями, як Vivid, Brazzers, Naughty America. Працювала з популярними акторками Келлі Медісон і Тейлор Вейн.
Влітку 2010 року випустила свій перший DVD. 
Восени 2010 року оголосила, що припиняє зніматися в сценах з чоловіками, назвавши причиною зміни в особистому житті. Однак все ще має контракт з OC Models, для якої записує лесбійську сцену. У 2011 році оголосила, що знову може записуватися в сценах з чоловіками. У тому ж році запустила свій офіційний сайт.
Пішла з порноіндустрії в 2014 році.

## Нагороди та номінації
- 2012 — AVN Awards — неоспівана старлетка року — номінація[9].
- 2013 — Sex Award — найкраще тіло в порно — номінація[4].
- 2014 — AVN Award — найкраща лесбійська сексуальна сцена — номінація[4].
- 2014 — AVN Award — найкраща сольна сексуальна сцена — номінація[4].

## Фільмографія
| Рік  | Назва фільму            | Студія             |
| ---- | ----------------------- | ------------------ |
| 2009 | Riley Steele: Chic      | Digital Playground |
| 2009 | A Mysterious Touch      | Wicked Pictures    |
| 2009 | Real Wife Stories 3     | Brazzers           |
| 2009 | King Dong 1             | Muffia             |
| 2010 | Ghost Fuckers           | Penthouse          |
| 2010 | Tyler's Wood            | Adam & Eve         |
| 2010 | Vow                     | Wicked Pictures    |
| 2010 | Can He Score 5          | Bangbros           |
| 2011 | Raw Sex                 | Vivid              |
| 2011 | Threesomes Rock         | Red Light District |
| 2012 | Hot And Mean 5          | Brazzers           |
| 2012 | My Ex Girlfriend 3      | Pornpros           |
| 2013 | Rekindled               | Wicked Pictures    |
| 2013 | Jack Attack 2           | Digital Playground |
| 2013 | Rookie Swingers         | Pink Visual        |
| 2013 | This Ain't Die Hard XXX | Hustler Video      |